# Carl Edwards
Carl Edwards, född den 15 augusti 1979 är en tidigare amerikansk racerförare. Han tävlade under sin karriär i NASCAR.

## Racingkarriär
2005 gjorde han sin första hela säsong i NASCAR, och fick snabbt rykte om sig som en av seriens snabbaste förare. Han är även berömd för att han firade varje seger med en bakåtvolt på innerplan. Han slutade tvåa i grundserien 2008, och jagade mästartiteln i The Chase. Trots flera framgångar och nio segrar under säsongen blev Edwards slagen av Jimmie Johnson, och slutade tvåa i serien. Han blev även tvåa i samma säsongs NASCAR Nationwide Series.

## Statistik NASCAR Nextel/Sprint Cup

### Segrar
| Nr | Bana      | År   |
| -- | --------- | ---- |
| 1  | Atlanta   | 2005 |
| 2  | Pocono    | 2005 |
| 3  | Atlanta   | 2005 |
| 4  | Texas     | 2005 |
| 5  | Michigan  | 2007 |
| 6  | Bristol   | 2007 |
| 7  | Dover     | 2007 |
| 8  | Fontana   | 2008 |
| 9  | Las Vegas | 2008 |
| 10 | Texas     | 2008 |
| 11 | Pocono    | 2008 |
| 12 | Michigan  | 2008 |
| 13 | Bristol   | 2008 |
| 14 | Atlanta   | 2008 |
| 15 | Texas     | 2008 |
| 16 | Homestead | 2008 |
| 17 | Phoenix   | 2010 |
| 18 | Homestead | 2010 |
| 19 | Las Vegas | 2011 |